# 腕の中へ -In Search of Love-
「腕の中へ -In Search of Love-」（うでのなかへ -イン・サーチ・オブ・ラブ-）は、1985年11月21日にリリースされた西城秀樹の53枚目のシングル。12インチ・シングルも1986年2月21日にリリースされた。

## 7インチ・シングル盤

### 解説
- 米国を代表するポップス歌手、バリー・マニロウとのデュエット曲である（名義は「Hideki Saijo & Barry Manilow」）[3]。マニロウが西城の「抱きしめてジルバ -Careless Whisper-」をFMラジオで聴き、ワム!のオリジナル（「Careless Whisper」）よりもフィーリングの良さに感銘を受けたことがきっかけで、このデュエットが実現した。
- バリー・マニロウのアルバムに収められていた同曲をダンスビートにアレンジし、ロサンゼルスでレコーディングを行った[4]。
- オリコンでは最高位10位（100位内11週）、11.2万枚のセールスだった[1]。オリコンでベストテンに入るのは「聖・少女」以来であり、これが最後のベストテン入りとなった[1]。
- C/Wの「愛の翼 -It's All Behind Us Now-」（「Wing」のCMソング）は、バリー・マニロウから提供されたバラード調の楽曲をソロ歌唱した作品で、発売当初はA面の楽曲になっていた。

### エピソード
- 『夜のヒットスタジオ』（フジテレビ系）では、急きょ来日したバリー・マニロウとのデュエットが生放送された（1985年12月4日放送回）。

### 収録曲
（全作詞：A.RICH／作曲：B.MANILOW-H.RICE／日本語詞：吉田美奈子／編曲：船山基紀）
1. 腕の中へ -In Search of Love-
2. 愛の翼 -It's All Behind Us Now-

### この頃のできごと
- 『第36回NHK紅白歌合戦』に落選し[5]、各新聞や雑誌で「サプライズ落選」と報じられた。大晦日は紅白の裏番組である『世界紅白歌合戦』（フジテレビ系）に出場して、この曲を歌った。

## 12インチ・シングル盤

### 内容
- 上記の7インチ・シングルのA/B面の楽曲と、「ギャランドゥ」を中心としたヒット曲のリメイク作品が収録されている。
- 「腕の中へ」はバリー・マニロウとのデュエットではなく、西城のソロ歌唱によるロング・バージョンとなっている。

### 収録曲

#### SIDE A
1. 腕の中へ -In Search of Love-

#### SIDE B
1. ギャランドゥ
  1. ナイト・ゲーム
  2. ミスティー・ブルー
  3. 抱きしめてジルバ -Careless Whisper-
  4. ギャランドゥ
2. 愛の翼 -It's All Behind Us Now-